# Mapi Rivera
Mapi Rivera (provincia de Huesca; 1976) es una artista contemporánea y poeta de inspiración mística. Licenciada en Bellas Artes. Practica un arte corporal tomando referencias del misticismo y utilizando la belleza del cuerpo femenino para remarcar el fuerte vínculo que existe entre los humanos y la naturaleza.

## Biografía
Mapi Rivera nació en Huesca, España, en el otoño de 1976. Actualmente reside en Barcelona. 
Gran parte de su infancia la pasaba dibujando y experimentando las posibilidades que le ofrecía la pintura y otras técnicas, esto la llevó, años después, a comenzar la carrera de Bellas Artes. Se licenció por la Universidad de Barcelona y complemento dichos estudios en la Universidad Saint Martins de Londres.

## Obra
Desde el inicio de su recorrido en el mundo del arte, Mapi Rivera experimento con varias técnicas artísticas como el dibujo, la poesía, la fotografía, el videoarte… etc. El conocer de primera mano esta amplia variedad de maneras de expresarse le permite desarrollar a la perfección aquellas que han acabado siendo sus técnicas predilectas. Su obra se centra especialmente en la elaboración de proyectos fotográficos y videográficos.
En su corpus de la creación artística, se aprecia claramente la constante búsqueda del equilibrio entre inmanente y trascendente. Mapi Rivera plasma en sus imágenes el reconocimiento de la espiritualidad como algo inherente al ser humano.
La artista define su arte como corporal y místico, pues en él utiliza el cuerpo desnudo de la figura femenina como nexo de unión entre la belleza de este y la paisajística. En todas sus fotografías aparece el cuerpo de la mujer desnuda (en la mayoría de casos el suyo propio) en un entorno repleto de naturaleza. Rivera presenta una visión mística de la relación que se establece entre dichos conceptos. De este modo busca recuperar el sentido más original del cuerpo humano expresando su pureza y esencialidad.
Su trabajo forma parte de la corriente artística de algunos creadores que usan el cuerpo como forma de expresión. Más específicamente podemos describir su trabajo como el estudio y análisis de la luz que el cuerpo de la artista encierra. Con una mezcla de sensualidad y misticismo, Mapi Rivera deja ver, en cada obra, un mundo profundamente femenino e intenso. A través de los años, el trabajo de Mapi Rivera ha ido evolucionado, pasando desde un principio de formas cubiertas al casi transparente cuerpo que aparece en sus obras más recientes. 
Siendo fiel a su faceta de poeta, declara que sus principales fuentes de inspiración son textos poéticos y místicos de diferentes tradiciones y movimientos espirituales e incluso religiones tales como; sufismo, el taoísmo, el hinduismo, el cristianismo y la alquimia. A través de su obra rinde homenaje a Hildegarda de Bingen, Hadewijch de Amberes, Margarita Porete , Ibn Arabi ...etc.,
Cuando Rivera habla de su arte, describe un cuidadoso proceso de creación, en el cual distingue varias fases. Hace una primera fase de recogimiento e ideación en la que se nutre de textos poéticos y lecturas místicas. En esta fase realiza numerosos bocetos y escribe poemas sobre aquello que quiere expresar en su trabajo.. En la segunda fase, realiza las sesiones de fotos y vídeo en entornos naturales o en plató interior. Finalmente, en los últimos proyectos realiza un trabajo importante de postproducción de las imágenes. Gracias a numerosos retoques digitales consigue evidenciar estas luces y visiones que pertenecen al territorio de lo invisible.
Desde 1998  el recorrido artístico de la artista española, se va desarrollando consecuentemente en proyectos de nivel museístico. Su capacidad creativa ha sido reconocida y premiada en numerosas ocasiones y expuesta en varios países europeos. Así mismo, en varias ocasiones se le han concedido becas, las cuales le han permitido llevar a cabo muchos de sus proyectos.
En 2018 Mapi Rivera participó en la exposición Territorios que importan. Género, arte y ecología, organizada por el Centro de Arte y Naturaleza en Huesca.  La exposición reúne un centenar de obras de diferentes procedencias geográficas desde los años setenta hasta la actualidad y que trata la relación entre el arte contemporáneo, la naturaleza y las cuestiones de género.